# Missionswerk Stimme des Glaubens
Das Missionswerk Stimme des Glaubens ist eine christliche Missionsgesellschaft, die im Juli 1960 vom ehemaligen lutherischen Pfarrer Friedrich Schönemann in Konstanz am Bodensee gegründet wurde und seit 1967 als eingetragener Verein organisiert ist.
Das Missionswerk sieht seinen Auftrag in der Evangelisations- und Missionsarbeit in Zusammenarbeit mit Kirchen, Freikirchen, Gemeinschaften und anderen Missionswerken. Mittel der Missionsarbeit sind unter anderem die Herausgabe von Kleinschriften wie Verteilhefte, Broschüren, Traktate, Taschenhefte und Bibelausgaben (Neues Testament). Das Missionswerk gibt eine zweimonatliche erscheinende Zeitschrift (Periodika) heraus, die in einer Auflage von ca. 18.000 Exemplaren vertrieben wird. Der evangelistische Zweig findet Ergänzung durch die Verbreitung von Predigt-CDs, Fernseh- und Radiomission, Missionsunterstützung in Brasilien und Osteuropa sowie Schulungsangeboten für Gemeinden des freikirchlichen Raumes.
Das Missionswerk unterhielt zudem mit der Christliche Begegnungszentrum Affoltern eine Gemeinde in Zürich, welche sich 1997 der Vineyard-Bewegung anschloss.